# Claudia Kunz-Eisenlohr
Claudia Kunz-Eisenlohr (geb. Kunz; * 1963) ist eine deutsche Sopranistin und Hochschullehrerin an der Hochschule für Musik und Tanz Köln, Abteilung Aachen.

## Leben und Wirken
Kunz-Eisenlohr absolvierte ihr Musik- und Gesangsstudium unter anderem bei Ingrid Bettag am Richard-Strauss-Konservatorium München. Darüber hinaus belegte sie Meisterkurse bei Hans Hotter, bei Daniel Ferro an der Juilliard School in New York City und bei Norman Shetler.
Nachdem Kunz-Eisenlohr bereits während ihres Studiums an mehreren deutschen Opernhäusern die Rolle der Königin der Nacht aus der Zauberflöte dargestellt und zahlreiche Konzert- und Liederabende gegeben hatte, erhielt sie anschließend am Nationaltheater Mannheim und an der Semperoper in Dresden jeweils für sechs Jahre eine Festanstellung. Darüber hinaus wurde sie immer wieder sowohl zu Gastspielen und Opernproduktionen an renommierten europäischen Opernhäusern eingeladen als auch zu verschiedenen bedeutenden Festspielen wie beispielsweise dem MDR-Musiksommer, den Internationalen Maifestspielen in Wiesbaden, den Dresdner Musikfestspielen oder den Savonlinna-Opernfestspielen.
Claudia Kunz-Eisenlohr übernahm schwerpunktmäßig Gesangsrollen jenseits des leichten lyrischen Soprans. Neben der bereits erwähnten Rolle als Königin der Nacht waren dies unter anderem die Rolle der Konstanze (Die Entführung aus dem Serail), der Fiordiligi (Così fan tutte), der Donna Anna (Don Giovanni), der Vitellia (La clemenza di Tito), der Elettra (Idomeneo) aus verschiedenen Mozartopern sowie die Rollen der Musetta aus La Bohème, der Sophie aus dem Rosenkavalier oder der Agatha aus dem Freischütz und alle Sopranrollen in Hoffmanns Erzählungen. Ferner gehören aber auch bedeutende Partien in zeitgenössischen Opern zu ihrem Repertoire.
Im Konzert- und Liedbereich erarbeitete Kunz-Eisenlohr Kompositionen von Henry Purcell bis John Cage, wobei sie sich hauptsächlich auf die Interpretation der  Werke der Hoch- und Spätromantik aber auch der Neuen Musik der klassischen Moderne konzentriert.
Im Jahre 2003 erhielt Claudia Kunz-Eisenlohr eine Berufung an die Hochschule für Musik und Tanz Köln, wo sie als Professorin für Gesang an der Abteilung Aachen übernommen wurde. Darüber hinaus gehört sie der Gleichstellungskommission der Hochschule an und ist derzeit unter dem amtierenden geschäftsführenden Direktor Herbert Görtz neben Hans-Werner Huppertz und Ilja Scheps Direktionsmitglied der Abteilung Aachen.
Claudia Kunz-Eisenlohr ist verheiratet mit dem Pianisten und Hochschullehrer Ulrich Eisenlohr.

## Diskografie (Auswahl)
- La Caccia. Musiken zur Jagd, 2 CDs, Edel, Hamburg 1996